# جشنواره فیلم کن ۲۰۱۹
هفتاد و دومین جشنوارهٔ کن (به فرانسوی: Festival de Cannes 2019) از چهاردهم تا بیست و پنجم مه ۲۰۱۹ در شهر کن فرانسه برگزار شد.
الخاندرو گونسالس اینیاریتو فیلمساز مکزیکی رئیس هیئت داوران جشنواره بود. نخل طلا به فیلم کره‌ای پارازیت به کارگردانی بونگ جون-هو اهدا شد.
فیلم مرده‌ها نمی‌میرند اثر جیم جارموش، یک کمدی با داستان زامبی‌ها، جشنواره را افتتاح کرد.

## هیئت داوران

### رقابت اصلی

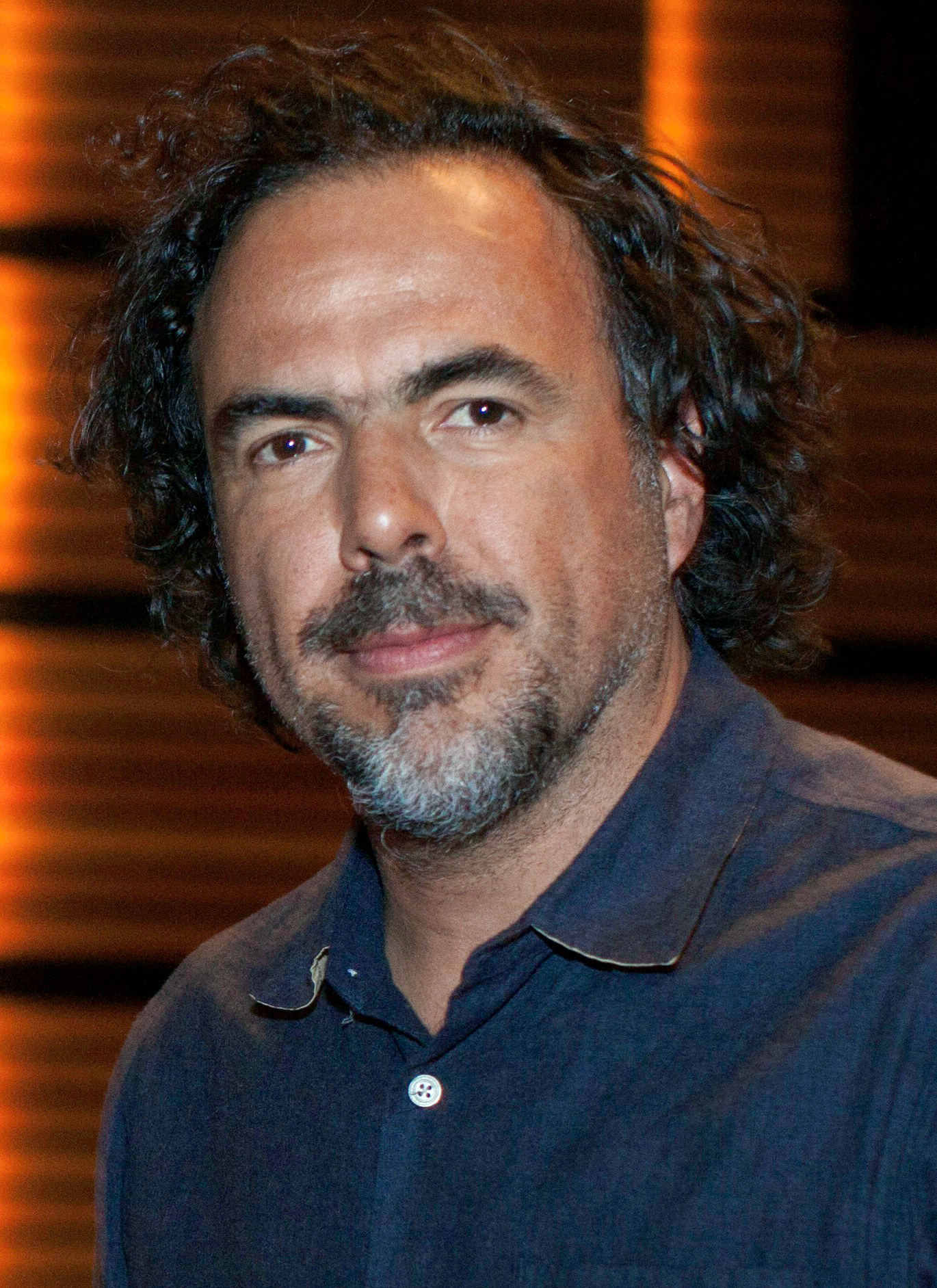
الخاندرو گونسالس اینیاریتو، رئیس هیئت داوران رقابت اصلی

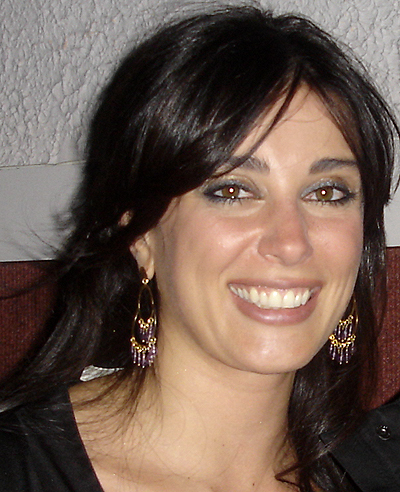
نادین لبکی، رئیس هیئت داوران نوعی نگاه

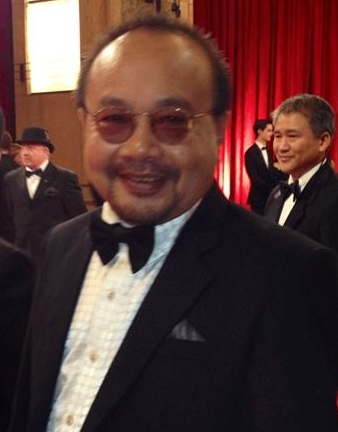
ریثی پان، رئیس هیئت داوران دوربین طلایی

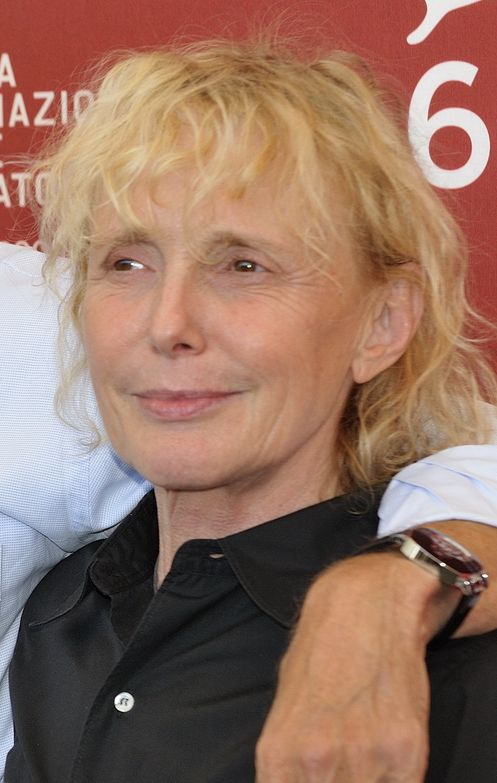
کلر دنی، رئیس هیئت داوران سینه‌فونداسیون و فیلم‌های کوتاه

- الخاندرو گونسالس اینیاریتو، فیلمساز مکزیکی، رئیس هیئت داوران[۴]
- انکی بیلال، نویسنده، فیلمساز و هنرمند فرانسوی[۷]
- ربان کامپیلو، فیلمساز فرانسوی[۷]
- مایمونا ان دیایه، بازیگر و فیلمساز سنگالی[۷]
- ال فانینگ، بازیگر آمریکایی[۷]
- یورگوس لانتیموس، فیلمساز یونانی[۷]
- پاوو پاولیکوفسکی، فیلمساز لهستانی[۷]
- کلی رایکارد، فیلمساز آمریکایی[۷]
- آلیچه رورواکر، فیلمساز ایتالیایی[۷]

### نوعی نگاه
- نادین لبکی، فیلمساز لبنانی، رئیس هیئت داوران[۸][۹]
- مارینا فوا، بازیگر فرانسوی[۹]
- Nurhan Sekerci-Porst، تهیه‌کنندهٔ فیلم آلمانی[۹]
- لیساندرو آلونسو، فیلمساز آرژانتینی[۹]
- لوکاس دونت، فیلمساز بلژیکی[۹]

### دوربین طلایی
- ریثی پان، فیلمساز کامبوجی-فرانسوی، رئیس[۱۰]
- Alice Diop، فیلمساز فرانسوی
- Sandrine Marques، فیلمساز، نویسنده و منتقد فیلم فرانسوی
- بنوا دلوم، فیلمبردار فرانسوی
- Nicolas Naegelen، رئیس فرانسوی Polyson

### سینه‌فونداسیون و فیلم‌های کوتاه
- کلر دنی، فیلمساز فرانسوی، رئیس هیئت داوران[۱۱][۱۲]
- استیسی مارتین، بازیگر فرانسوی-بریتانیایی[۱۲]
- اران کولیرین، فیلمساز اسرائیلی[۱۲]
- Panos H. Koutras، فیلمساز یونانی[۱۲]
- کاتالین میتولسکو، فیلمساز رومانیایی[۱۲]

### هیئت‌های داوری مستقل
هفتهٔ منتقدان بین‌المللی
- سیرو گرا، فیلمساز کامبوجی، رئیس هیئت داوران[۱۳][۱۴]
- آمیرا کاسار، بازیگر انگلیسی-فرانسوی
- Marianne Slot، تهیه‌کننده فیلم فرانسوی- دانمارکی
- Djia Mambu، روزنامه‌نگار و منتقد فیلم بلژیکی - کنگویی
- جوناس کارپینیانو، فیلمساز ایتالیایی-آمریکایی

چشم طلایی
- یولانده زوبرمن، کارگردان فیلم فرانسوی، رئیس هیئت داوران[۱۵]
- رومن بورنژه، بازیگر و کارگردان فیلم فرانسوی
- اریک کاراواکا، بازیگر و کارگردان فیلم فرانسوی
- Iván Giroud، مدیر جشنواره فیلم کوبایی
- راس مک الوی، مستندساز آمریکایی

نخل دگرباشی
- ویرژینی لدواین، بازیگر فرانسوی، رئیس هیئت داوران[۱۶]
- Claire Duguet، فیلمبردار و فیلمساز فرانسوی
- Kee-Yoon Kim، کمدین فرانسوی
- فیلپ ماتزیمبکر، فیلمساز برزیلی
- Marcio Reolon، فیلمساز برزیلی

## انتخاب رسمی

### رقابت اصلی
فیلم‌های زیر برای رقابت برای کسب نخل طلا انتخاب شدند:
| عنوان                            | عنوان اصلی                        | کارگردان(ها)                       | کشور                                |
| -------------------------------- | --------------------------------- | ---------------------------------- | ----------------------------------- |
| آتلانتیک                         | Atlantique                        | ماتی دیوپ                          | سنگال، فرانسه، بلژیک                |
| قوش شب (QP)                      | Bacurau                           | کلبر مندونسا فیلیو، جولیانو دورنلی | برزیل                               |
| مرده‌ها نمی‌میرند (فیلم افتتاحیه)  | The Dead Don't Die                | جیم جارموش                         | ایالات متحده                        |
| فرانکی (QP)                      | Frankie                           | آیرا ساکس                          | ایالات متحده، فرانسه، پرتغال، بلژیک |
| یک زندگی پنهان                   | A Hidden Life                     | ترنس مالیک                         | ایالات متحده، آلمان                 |
| بهشت حتماً همین است               | It Must Be Heaven                 | ایلیا سلیمان                       | فرانسه، کانادا                      |
| جو کوچولو                        | Little Joe                        | جسیکا هاسنر                        | اتریش، آلمان، بریتانیا              |
| ماتیاس و ماکسیم (QP)             | Matthias et Maxime                | زاویه دولان                        | کانادا                              |
| بینوایان (CdO)                   | Les Misérables                    | لج لی                              | فرانسه                              |
| مکتوب، عشق من: موسیقی کوتاه عشقی | Mektoub, My Love: Intermezzo      | عبداللطیف کشیش                     | فرانسه                              |
| اوه مرسی! (QP)                   | Roubaix, une lumière              | ارنو دپلشن                         | فرانسه                              |
| روزی روزگاری در هالیوود          | Once Upon a Time in Hollywood     | کوئنتین تارانتینو                  | ایالات متحده                        |
| درد و شکوه (QP)                  | Dolor y gloria                    | پدرو آلمودوار                      | اسپانیا                             |
| پارازیت                          | 기생충                            | بونگ جون-هو                        | کره جنوبی                           |
| پرتره یک بانو در آتش (QP)        | Portrait de la jeune fille en feu | سلین سیاما                         | فرانسه                              |
| پیشگو                            | Sibyl                             | ژوستین تریه                        | فرانسه                              |
| متأسفیم جا ماندی                 | Sorry We Missed You               | کن لوچ                             | بریتانیا                            |
| خائن                             | Il traditore                      | مارکو بلوکیو                       | ایتالیا                             |
| سوت زن‌ها                         | La Gomera                         | کورنلیو پورومبوی                   | رومانی، فرانسه، آلمان               |
| دریاچه غاز وحشی                  | 南方车站的聚会                    | دیائو یینان                        | چین                                 |
| احمد جوان                        | Le Jeune Ahmed                    | برادران داردن                      | بلژیک                               |

(CdO) واجد شرایط برای دوربین طلایی به عنوان فیلم اول بلند
(QP) در رقابت برای نخل دگرباشی.

### نوعی نگاه
فیلم‌های زیر برای رقابت در بخش نوعی نگاه انتخاب شدند:
| عنوان                     | عنوان اصلی                                | کارگردان(ها)               | کشور                        |
| ------------------------- | ----------------------------------------- | -------------------------- | --------------------------- |
| آدم (QP)                  | Adam                                      | مریم توزانی                | مراکش                       |
| قد دراز (QP)              | Дылда                                     | کانتمیر بالاگوف            | روسیه                       |
| یورش معروف خرس‌ها به سیسیل | La famosa invasione degli orsi in Sicilia | لورنتسو ماتوتی             | فرانسه، ایتالیا             |
| زندگی برادر (CdO)         | La Femme de mon frère                     | مونیا شکری                 | کانادا                      |
| گاو (CdO)                 | Bull                                      | Annie Silverstein          | ایالات متحده                |
| صعود (CdO)                | The Climb                                 | مایکل کووینو               | ایالات متحده                |
| Fire Will Come            | O que arde                                | اولیور لاشه                | اسپانیا، فرانسه، لوکزامبورگ |
| آزادی (QP)                | Liberté                                   | آلبرت سرا                  | اسپانیا                     |
| Homeward (CdO)            | Evge                                      | Nariman Aliev              | اوکراین                     |
| زندگی نامرئی              | A vida invisível de Eurídice Gusmão       | کریم عینوز                 | برزیل                       |
| ژاندارک                   | Jeanne                                    | برونو دومن                 | فرانسه                      |
| راز از درون سوختن         | 灼人秘密                                  | میدی زد                    | تایوان                      |
| اتاق ۲۱۲                  | Chambre ۲۱۲                               | کریستف اونوره              | فرانسه                      |
| Once in Trubchevsk        | Однажды в Трубчевске                      | Larissa Sadilova           | روسیه                       |
| پاپیچا                    | Papicha                                   | مونیا مِدور                 | فرانسه                      |
| متصدی بندر (CdO) (QP)     | Port Authority                            | دنیله لسوویتز              | ایالات متحده                |
| تابستان چانگشا (CdO)      | 六欲天                                    | زو فنگ                     | چین                         |
| پرستوهای کابل             | Les Hirondelles de Kaboul                 | زابو بریتمن، الیا گوبه مِوِل | فرانسه                      |

(CdO) واجد شرایط برای دوربین طلایی به عنوان فیلم اول بلند.
(QP) در رقابت برای نخل دگرباشی.

#### خارج از مسابقه
| نام                         | نام اصلی                         | کارگردان           | کشور                |
| --------------------------- | -------------------------------- | ------------------ | ------------------- |
| راکت من                     | Rocketman                        | دکستر فلچر         | بریتانیا            |
| اوقات خوب                   | La Belle Époque                  | نیکلا بیدوس        | فرانسه              |
| دیگو مارادونا               | Diego Maradona                   | آصف کاپادیا        | بریتانیا            |
| زیباترین سالهای یک زندگی    | Les Plus belles annees d'une vie | کلود لولوش         | فرانسه              |
| برای جوان مردن خیلی پیر است | Too Old to Die Young             | نیکلاس ویندینگ رفن | ایالات متحده آمریکا |
| نمایش نیمه شب               |                                  |                    |                     |
| گانگستر، پلیس و شیطان       | The Gangster, The Cop, The Devil | لی وون-تائه        | کره جنوبی           |

#### نمایش‌های ویژه
| نام                              | نام اصلی                 | کارگردان               | کشور                |
| -------------------------------- | ------------------------ | ---------------------- | ------------------- |
| برای سما                         | For Sama                 | وعد الکاتب ادوارد واتس | بریتانیا            |
| سهم                              | Share                    | پیپا بیانکو            | ایالات متحده آمریکا |
| زنده بمان و بشناسش               | Être vivant et le savoir | آلن کاوالیه            | فرانسه              |
| توماسو                           | Tommaso                  | ایبل فرارا             | ایالات متحده آمریکا |
| رمانس خانوادگی، با مسئولیت محدود | Family Romance, LLC.     | ورنر هرتسوک            | آلمان               |
| اجازه دهید قانون باشد            | Que sea ley              | خوان دیه‌گو سولاناس     | آرژانتین            |

#### فیلم کوتاه
در این دوره جشنواره از بین ۴۲۴۰ فیلم کوتاه متقاضی، ۹ فیلم کوتاه داستانی، ۱ مستند و یک انیمیشن کوتاه به بخش مسابقه فیلم کوتاه جشنواره راه یافتند.
| نام                  | نام اصلی                            | کارگردان                    | کشور                       |
| -------------------- | ----------------------------------- | --------------------------- | -------------------------- |
| ون                   | THE VAN                             | ارنیک بیکییری               | آلبانی و فرانسه            |
| آنا                  | ANNA                                | دکل برنسون                  | اکراین، اسرائیل و انگلستان |
| پرش                  | THE JUMP                            | ونسا دومونت و نیکولاس داونل | فرانسه                     |
| فاصله بین ما و آسمان | THE DISTANCE BETWEEN US AND THE SKY | واسیلیس ککاتوس              | یونان و فرانسه             |
| همه چیز در دسترس است | ALL INCLUSIVE                       | تیمو نیکی                   | فنلاند                     |
| چه کسی حرف می‌زند؟    | INGEN LYSSNAR                       | الین اورگارد                | سوئد                       |
| و سپس خرس            | AND THEN THE BEAR                   | آنیسپاترون                  | فرانسه                     |
| پروانه‌ها             | PARPARIM                            | رونا یوزنکری                | اسرائیل                    |
| هیولای خدا           | MONSTRUO DIOS                       | آگوستینا سن مارتین          | آمریکا                     |
| اکوی سفید            | WHITE ECHO                          | کلویی سونی                  | آمریکا                     |
| چرت                  | Sorry We Missed You                 | فدریکو لوئیس تاچلا          | آرژانتین                   |

#### سینه فونداسیون
در بخش سینه‌فونداسیون نیز از بین ۲۰۰۰ فیلم متقاضی چهارده فیلم کوتاه داستانی و سه انیمیشن کوتاه به این بخش راه یافتند.
| نام                                | نام اصلی                                           | کارگردان         | کشور      |
| ---------------------------------- | -------------------------------------------------- | ---------------- | --------- |
| آمبیانس                            | AMBIENCE                                           | ویسما الجعفری    | فلسطین    |
| دست در دست                         | MANO A MANO                                        | لوئیس کورویوسیر  | فرانسه    |
| یکصد و بیست و هشت هزار             | STO DVACET OSM TISÍC                               | آندری اربان      | جمهوری چک |
| جرمی                               | JEREMIAH                                           | کنیا گلسپی       | آمریکا    |
| زندگی خالص                         | PURA VIDA                                          | مارتین گوندا     | اسلواکی   |
| آدام                               | ADAM                                               | شوکی لین         | سنگاپور   |
| بریدگی                             | NETEK                                              | یاردن لیپشیز لوز | اسرائیل   |
| شبکه خورشیدی                       | SOLAR PLEXUS                                       | دیوید مکشان      | انگلستان  |
| روسو: یک دروغ حقیقی دربارهٔ ماهیگیر | ROSSO: LA VERA STORIA FALSA DEL PESCATORE CLEMENTE | آنتونیو مسانا    | فرانسه    |
| همان‌طور که تاکنون                  | AHOGY EDDIG                                        | کاتالین مولدوای  | مجارستان  |
| سوگلی‌ها                            | FAVORITEN                                          | مارتین مونک      | اتریش     |
| قتل جاده‌ای                         | ROADKILL                                           | لسزک موزگا       | انگلستان  |
| روح کوچک                           | DUSZYCZKA                                          | باربارا روپیک    | لهستان    |
| حیاط                               | HIẾU                                               | ریچارد وان       | آمریکا    |
| بامبو                              | BAMBOE                                             | فلو ون دورن      | بلژیک     |
| موضوع پیچیده                       | SLOZHNOPODCHINENNOE                                | اولسیا یاکولوا   | روسیه     |
| بیگانه                             | REONGHEE                                           | یوئن جیگوانگ     | کره جنوبی |

### بخش موازی

#### دو هفته کارگردانان
امسال ۱۰۵۰ فیلم بلند و ۱۶۰۵ فیلم کوتاه از سراسر جهان به این بخش پیشنهاد شده بود که در نهایت این فیلمها در بخش بلند انتخاب شدند.
| نام                       | نام اصلی                   | کارگردان           | کشور                               |
| ------------------------- | -------------------------- | ------------------ | ---------------------------------- |
| آلیس و شهردار             | Alice et le maire          | نیکلاس پاریسر      | France                             |
| یک دختر ساده              | Une fille facile           | ربکا زلوتوفسکی     | France                             |
| و آنگاه ما رقصیدیم        | و آنگاه ما رقصیدیم         | لوان اکین          | Sweden, Georgia                    |
| با ضربه تکه‌تکه‌اش کن       | On va tout péter           | لخ کاوالسکی        | France                             |
| پوست آهو (فیلم افتتاحیه)  | Le Daim                    | کانتن دوپیو        | France                             |
| Dogs Don't Wear Pants     | Koirat eivät käytä housuja | J-P Valkeapää      | Finland, Latvia                    |
| عشق اول                   | Hatsukoi                   | تاکاشی میکه        | Japan, United Kingdom              |
| For the Money             | Por el dinero              | Alejo Moguillansky | Argentina                          |
| Ghost Tropic              | Ghost Tropic               | Bas Devos          | Belgium                            |
| Give Me Liberty           | Give Me Liberty            | Kirill Mikhanovsky | United States                      |
| The Halt                  | Ang hupa                   | لاو دیاز           | Philippines, China                 |
| The Lighthouse            | The Lighthouse             | رابرت اگرز         | Canada, United States              |
| Les Particules (CdO)      | Les Particules (CdO)       | Blaise Harrison    | Switzerland, France                |
| Lillian                   | Lillian                    | Andreas Horwath    | Austria                            |
| Oleg                      | Oleg                       | Juris Kursietis    | Latvia, Belgium, Lithuania, France |
| The Orphanage             | Parwareshgah               | شهربانو سادات      | Denmark, Afghanistan, France       |
| Perdrix (CdO)             | Perdrix (CdO)              | Erwan Le Duc       | فرانسه                             |
| Sick Sick Sick (CdO)      | Sem seu sangue             | Alice Furtado      | برزیل هلند فرانسه                  |
| Song Without A Name (CdO) | Canción sin nombre         | ملینا لئون         | پرو سوئیس                          |
| Tlamess                   | Tlamess                    | Ala Eddine Slim    | تونس فرانسه                        |
| To Live to Sing           | 活着唱着                   | Johnny Ma          | چین فرانسه                         |
| زخم‌ها                     | زخم‌ها                      | بابک انوری         | ایالات متحده آمریکا                |
| Yves (closing film)       | Yves (closing film)        | Benoît Forgeard    | فرانسه                             |
| Zombi Child               | Zombi Child                | برتران بونلو       | فرانسه                             |

#### بخش ویژه
| نام          | نام اصلی     | کارگردان       | کشور          |
| ------------ | ------------ | -------------- | ------------- |
| Red 11       | Red 11       | رابرت رودریگز  | United States |
| دختر تعجب‌آور | دختر تعجب‌آور | لوکا گوادانینو | Italy         |

### کلاسیک‌های کن
فهرست کامل بخش کلاسیک‌های کن در ۲۶ آوریل ۲۰۱۹ اعلام شد.

#### ترمیم شده‌ها
| عنوان                                 | عنوان اصلی                                    | کارگردان(ها)                    | کشور                   |
| ------------------------------------- | --------------------------------------------- | ------------------------------- | ---------------------- |
|                                       | 125, rue Montmartre (۱۹۵۹)                    | ژیل گرانژی                      | فرانسه                 |
| خاطرات یک پرستار (۱۹۵۷)               | 护士日记                                      | تائو ژین                        | چین                    |
| دورز (۱۹۹۱)                           | The Doors                                     | الیور استون                     | ایالات متحده           |
| ایزی رایدر (۱۹۶۹)                     | Easy Rider                                    | دنیس هاپر                       | ایالات متحده           |
| عصر طلایی (۱۹۳۰)                      | L'Âge d'or                                    | لوئیس بونوئل                    | فرانسه                 |
| The Horse Thief (1986)                | 盗马贼                                        | تیان ژوانگ‌ژوانگ                 | چین                    |
|                                       | La Cité de la peur (1994)                     | آلن بربریان                     | فرانسه                 |
| عشق‌های یک بلوند (۱۹۶۵)                | Lásky jedné plavovlásky                       | میلوش فورمن                     | جمهوری چک              |
| معجزه در میلان (۱۹۵۱)                 | Miracolo a Milano                             | ویتوریو دسیکا                   | ایتالیا                |
| مولن روژ (۱۹۵۲)                       | Moulin Rouge                                  | جان هیوستون                     | بریتانیا               |
| نازارین (۱۹۵۸)                        | Nazarín                                       | لوئیس بونوئل                    | مکزیک                  |
|                                       | Plogoff, des pierres contre des fusils (1980) | Nicole Le Garrec                | فرانسه                 |
| هفت زیبایی (۱۹۷۵)                     | Pasqualino Settebellezze                      | لینا ورتمولر                    | ایتالیا                |
| درخشش (۱۹۸۰)                          | The Shining                                   | استنلی کوبریک                   | ایالات متحده، بریتانیا |
| کانال (۱۹۵۷)                          | Kanał                                         | آندری وایدا                     | لهستان                 |
| تونی (۱۹۳۴)                           | Toni                                          | ژان رنوآر                       | فرانسه                 |
| Twenty Years of African Cinema (1983) | Caméra d’Afrique                              | Férid Boughedir                 | تونس، فرانسه           |
| The White Caravan (1964)              | თეთრი ქარავანი / Белый караван                | Tamaz Meliava, Eldar Shengelaya | گرجستان                |
| پاندا و مار جادویی (1958)             | 白蛇伝 Hakujaden                              | تایجی یوبوشیتا                  | ژاپن                   |
| The Witness (1969)                    | A tanú                                        | Péter Bacsó                     | مجارستان               |
| زنی که جرات داشت (1943)               | Le Ciel est à vous                            | ژان گرمییون                     | فرانسه                 |
| فراموش‌شدگان (۱۹۵۰)                    | Los Olvidados                                 | لوئیس بونوئل                    | مکزیک                  |

#### مستندها
| عنوان | عنوان اصلی                                            | کارگردان(ها)                 | کشور              |
| ----- | ----------------------------------------------------- | ---------------------------- | ----------------- |
|       | Cinecittà - I mestieri del cinema Bernardo Bertolucci | Mario Sesti                  | ایتالیا           |
|       | Forman vs. Forman                                     | هلنا ترژشتیکووا, Jakub Hejna | جمهوری چک، فرانسه |
|       | La Passione di Anna Magnani                           | Enrico Cerasuolo             | ایتالیا، فرانسه   |
|       | Les Silences de Johnny                                | پیر ویلیام گلن               | فرانسه            |
|       | موج ساختن: هنر صدای سینمایی                           | Midge Costin                 | ایالات متحده      |

## جوایز

### جوایز رسمی

#### بخش مسابقه
- نخل طلا: پارازیت اثر بونگ جون-هو
- جایزه بزرگ: آتلانتیک اثر ماتی دیوپ
- بهترین کارگردان: برادران داردن برای احمد جوان
- بهترین بازیگر زن: امیلی بیچام برای جو کوچولو
- بهترین بازیگر مرد: آنتونیو باندراس برای درد و شکوه
- بهترین فیلم‌نامه: سلین سیاما برای پرتره یک بانو در آتش
- جایزه هیئت داوران:
  - قوش شب اثر کلبر مندونسا فیلیو و جولیانو دورنلیس
  - بینوایان اثر لاج لی
- تقدیر ویژه: ایلیا سلیمان برای بهشت حتماً همین است
- همچنین در این مراسم بازیگر سرشناس سینمای فرانسه، آلن دلون جایزه نخل طلای افتخاری را دریافت کرد.

## آماده‌سازی

### قبل از برگزاری

#### تجلیل ازجان کارپنتر
طبق اعلام انجمن کارگردانان سینمای فرانسه از جان کارپنتر کارگردان فیلم ترسناک «هالووین» با اهدای جایزه کالسکه طلایی در بخش جانبی دو هفته کارگردانان تجلیل می‌شود. در بیانیه اهدای این جایزه به کارپنتر از او به عنوان یک نابغه خلاق و بی نظیر با عواطف خارق‌العاده یاد کردند.
در این بیانیه همچنین از فیلم «آدم‌فضایی» کارپنتر با بازی جف بریجز نیز به عنوان یکی از متاثرکننده‌ترین ملودرام‌های دهه ۸۰ میلادی یاد شد.

#### عدم توافق بانتفلیکس
به گزارش وِرایِتی، با وجود مذاکرات ادامه‌دار «نت‌فلیکس» و «فستیوال کن» برای برطرف کردن اختلاف نظرهای دو طرف، این غول دنیای مجازی در جشنواره کن غایب خواهد بود.
مذاکرات دوجانبه فستیوال کن و نتفلیکس کاملاً دوستانه بوده و در لس‌آنجلس با حضور «تد ساراندوس» و «اسکات استابِر» و مدیر هنری کن «تیه‌ری فِرما» طی یک شام کاری برگزار شد. گزارش‌ها حاکی از آن است که مذاکرات جشنواره کن و کمپانی نتفلیکس برای امسال نیز به بن‌بست رسیده و کن ۲۰۱۹ میزبان هیچ فیلمی از محصولات این کمپانی در جشنواره نخواهد بود.

#### ادای احترام بهآنیس واردادر پوستر رسمی جشنواره
پوستر رسمی هفتاد و دومین دومین دوره جشنواره فیلم کن عنوان «آنیس، در نور درخشان خورشید» یاد این سینماگر نامدار فرانسوی را که در شکل‌گیری موج نوی سینمای فرانسه نقشی مهم داشت گرامی داشته است. در این پوستر واردا در زمانی که ۲۶ سال داشت در حالی تصویر شده که روی شانه‌های تکنسین فیلمبرداری نخستین فیلمش «نقطه کوتاه» قرار داد و در حالی کارگردانی فیلم است.

#### تقدیر ازآلن دلون
برگزارکنندگان هفتاد و دومین دوره جشنواره فیلم کن امسال با اهدای نخل طلای افتخاری از آلن دلون برای ایفای نقش‌های متفاوت و خدماتش به سینما تجلیل می‌کنند.

#### ادای احترام جشنواره به چاپلین
مستندی به نام «به دنبال چاپلین» که داستان زندگی «چارلی چاپلین» است، به مناسبت ۱۳۰ سالگی این شخصیت برای اولین بار به نمایش در خواهد آمد. این مستند به کارگردانی پیتر میدلتون و جیمز اسپینی نامزد سه دوره جایزه بفتاست و داستان زندگی چاپلین و افراد نزدیک به وی را از زمان کودکی و وقتی که فقیر بود تا زمانی که به شهرت و ثروت رسید، روایت می‌کند.

#### حضور زنان
مدیر اجرایی جشنواره از حضور بیشتر زنان در جشنواره امسال خبر داد و گفت سیزده فیلمساز زن امسال در بخش رسمی جشنواره شرکت دارند.